# Antônio Dias dos Santos
Antônio Dias dos Santos, alias Toninho (* 7. Juni 1948 in Vera Cruz, Bahia; † 8. Dezember 1999) war ein brasilianischer Fußballspieler. Er spielte als Verteidiger.
Er spielte während seiner Karriere (1968–1982) für São Cristóvão FR, Galícia Esporte Clube, Fluminense, Flamengo, Bangu und in Saudi-Arabien bei Al-Ahli. Er gewann fünf Campeonato Carioca (1971, 1973, 1975, 1978, 1979) und eine Série A im Jahre 1980.

## Nationalmannschaft
Toninho spielte zwischen April 1976 und Oktober 1979, 26-mal für die Seleção und schoss dabei drei Tore. An der WM 1978 in Argentinien nahm er teil.

## Erfolge
Galícia
- Staatsmeisterschaft von Bahia: 1968

Fluminense
- Torneio Roberto Gomes Pedrosa: 1970
- Taça Guanabara: 1971, 1975
- Staatsmeisterschaft von Rio de Janeiro: 1971, 1973, 1975

Flamengo
- Taça Rio: 1978
- Taça Guanabara: 1978, 1979, 1980
- Staatsmeisterschaft von Rio de Janeiro: 1978, 1979
- Campeonato Brasileiro de Futebol: 1980

| Personendaten    | Personendaten                  |
| ---------------- | ------------------------------ |
| NAME             | Santos, Antônio Dias dos       |
| ALTERNATIVNAMEN  | Toninho (Künstlername)         |
| KURZBESCHREIBUNG | brasilianischer Fußballspieler |
| GEBURTSDATUM     | 7. Juni 1948                   |
| GEBURTSORT       | Vera Cruz, Brasilien           |
| STERBEDATUM      | 8. Dezember 1999               |